# 兰滩站
兰滩站是襄渝铁路上一座已停用的铁路车站，位于陕西省安康市旬阳市蜀河镇兰滩村（原兰滩乡）境内，启用于1973年10月。车站现已撤销拆除，撤销前，原隶属于西安铁路局安康车务段，为四等站，办理客货运业务。

2017年，列车上抓拍的废弃的兰滩站建筑

## 设施
车站设于河谷中半山腰，站房位于线右（股道外侧、与江水间），背河面坡。站场为西南—东北走向，曲线型，站场内建有桥梁3处。车站设有到发线3条（正线1股），货物站台1座，货物仓库1幢，客运设施1套（包括候车室、行包房、旅客站台）。车站撤销后，仅有正线保留作为襄渝上行线使用，其余站房设施未同步拆除，留存至今。